# Mycobacterium tusciae
Mycobacterium tusciae là một loại vi khuẩn mycobacterium phát triển chậm,đầu tiên được phân lập từ một hạch bạch huyết của một đứa trẻ suy giảm miễn dịch và sau đó từ nước máy và từ mẫu hô hấp của bệnh nhân bị xơ hóa mãn tính. Từ nguyên : tusciae đề cập đến vùng Tuscany của Ý, nơi các sinh vật lần đầu tiên được phân lập..

## Kính hiển vi
- Các trực khuẩn Gram dương, bất động và kháng acid.
- Hình thái học sớm trên thạch Middlebrook 7H11 được đặc trưng bởi một trung tâm nhô lên bao quanh bởi một rìa bằng phẳng không đồng đều.

## Đặc điểm khuẩn lạc
- Các khuẩn lạc thô và có sắc tố vàng đậm.

## Sinh lý học
- Tăng trưởng chậm trên môi trường Löwenstein-Jensen ở nhiệt độ từ 25 °C đến 32 °C trong vòng 4 tuần.
- Tăng trưởng ở 37 °C là không phù hợp và đòi hỏi phải ủ lâu hơn.
- Không tăng trưởng ở 42 °C và trên thạch MacConkey.
- Các chủng loại là nhạy cảm trong ống nghiệm với ciprofloxacin, clarithromycin, rifabutin, rifampicin, sparfloxacin và streptomycin.
- Hít  Silic, (amiăng) cũng có thể là nguyên nhân.

## Sinh lý bệnh
- Các kích thích hạch bạch huyết gây ra phản ứng của các tế bào bụi / đại thực bào phế nang , gây ra các enzym, bổ sung protein và các yếu tố điều tiết như interleukin-1 để tạo ra.
- Các đại thực bào cũng mang các thụ thể cho các tế bào lympho, và các tế bào lympho hoạt động như các cytokine giúp thu hút thêm các tế bào T, tế bào B và các tế bào diệt tự nhiên. Thiệt hại do phản ứng miễn dịch tạo ra khiến cho mô phổi bị phồng lên, bung ra và sưng lên với chất lỏng sau đó bị rò rỉ.
- Xơ hóa sau đó được hình thành để đáp ứng với các chấn thương, được hình thành xung quanh vết thương ở dạng lưới. Fibrin làm cứng và khô tạo thành một cục máu đông ngăn chặn sự rò rỉ chất lỏng và máu. Các đại thực bào cố gắng loại bỏ cục máu đông và silic, bụi giống như amiăng, silic không thể bị tiêu hóa bởi bất kỳ cơ chế phân tích nào của đại thực bào .
- Đại thực bào tiếp tục cố gắng để loại bỏ các chất ngoại lai, và trừ khi silic được loại bỏ bằng phương tiện loại bỏ cơ học của ho, phản ứng miễn dịch vẫn tiếp tục.
- Tiếp tục tấn công miễn dịch bởi các đại thực bào dẫn đến silicosis, lặp lại tái phát khiến tình trạng mãn tính. Những người tiếp xúc thường vẫn không có triệu chứng lâu sau khi các nốt sần xuất hiện trên chụp X quang ngực .

## Đặc điểm phân biệt
- Liên quan chặt chẽ với Mycobacterium aichiense và Mycobacterium farcinogenes , phát triển nhanh chóng mycobacteria, bằng cách đánh giá trình tự 16S rDNA.

## Sinh bệnh học
- Có lẽ là một tác nhân gây bệnh cơ hội. Đầu tiên cô lập từ một hạch bạch huyết của một đứa trẻ suy giảm miễn dịch và sau đó từ nước máy và từ một mẫu bệnh hô hấp của một bệnh nhân bị xơ hóa mãn tính.